# Campionat del Món d'atletisme de 2009 - 3.000 metres obstacles femenins
Els 3.000 metres obstacles femenins al Campionat del Món d'atletisme de 2009 van tenir lloc a l'estadi Olímpic de Berlín els dies 15 i 17 d'agost. L'equip rus era especialment fort, amb la posseïdora del rècord mundial i campiona olímpica Gulnara Galkina, la defensora del títol mundial Yekaterina Volkova i la tercera més ràpida de l'any Yuliya Zarudneva. Altres favorites eren Marta Domínguez, qui tenia la millor marca mundial de l'any, la recordwoman nord-americana Jenny Barringer i Ruth Bisibori, amb el rècord del món junior.
Durant el primer dia de comepetició, Galkina va guanyar la primera sèrie, amb l'alemanya Antje Möldner darrere i batent el rècord del seu país. Les atletes africanes Zemzem Ahmed i Gladys Kipkemoi van compartir temps guanyador en la tercera sèrie, en la qual l'actual campiona Volkova va quedar eliminada, i on la futura guanyadora Domínguez es va classificar per a la final amb el pitjor temps de les quinze finalistes.
A la final, la favorita Galkina va liderar fins a l'última volta, en la qual Domínguez i Zarudneva es van posar al capdavant. Domínguez va esprintar a la recta final per guanyar el seu primer campionat del Món d'atletisme amb un temps de 9:07.32. Aquesta marca va batre el rècord d'Espanya i va ser la quarta millor marca de tots els temps, en la novena cursa d'obstacles de la vida de Domínguez. Zarudneva va guanyar l'argent i la kenyana Milcah Chemos Cheywa el bronze, ambdues amb millor marca personal. L'anterior campiona Galkina va acabar quarta, fora de les medalles. Moltes altres atletes van fer millors marques personals, i Habiba Ghribi i Antje Möldner van aconseguir rècords nacionals. A més, l'estatunidenca Jennifer Barringer va establir un nou rècord continental.

## Medallistes
| Or                        | Argent                    | Bronze                       |
| Marta Domínguez · Espanya | Yuliya Zarudneva · Rússia | Milcah Chemos Cheywa · Kenya |

## Rècords
| Rècord del món         | Gulnara Samitova-Galkina (RUS) | 8:58.81 | Pequín, Xina         | 17 d'agost de 2008    |
| Rècord del Campionat   | Yekaterina Volkova (RUS)       | 9:06.57 | Osaka, Japó          | 27 d'agost de 2007    |
| Marca mundial de l'any | Marta Domínguez (ESP)          | 9:09.39 | Barcelona, Catalunya | 25 de juliol de 2009  |
| Rècord d'Àfrica        | Eunice Jepkorir (KEN)          | 9:07.41 | Pequín, Xina         | 17 d'agost de 2008    |
| Rècord d'Àsia          | Liu Nian (CHN)                 | 9:26.25 | Wuhan, Xina          | 2 de novembre de 2007 |
| Rècord de Nord-amèrica | Jennifer Barringer (USA)       | 9:22.26 | Pequín, Xina         | 17 d'agost de 2008    |
| Rècord de Sud-amèrica  | Sabine Heitling (BRA)          | 9:41.22 | Londres, Regne Unit  | 25 de juliol de 2009  |
| Rècord d'Europa        | Gulnara Samitova-Galkina (RUS) | 8:58.81 | Pequín, Xina         | 17 d'agost de 2008    |
| Rècord d'Ocenania      | Donna MacFarlane (AUS)         | 9:18.35 | Oslo, Noruega        | 6 de juny de 2008     |

- Jennifer Barringer va millorar el seu propi rècord de Nord-amèrica en quasi deu segons, amb un temps de 9:12.50.

## Marques per classificar-se
| Mínima A | Mínima B |
| -------- | -------- |
| 9:40.00  | 9:48.00  |

## Agenda
| Data               | Hora  | Ronda  |
| ------------------ | ----- | ------ |
| 15 d'agost de 2009 | 10:50 | Sèries |
| 17 d'agost de 2009 | 20:30 | Final  |

## Resultats

### Final
| Pos.              | Nom                      | Nacionalitat | Temps   | Notes   |
| ----------------- | ------------------------ | ------------ | ------- | ------- |
| Medalla d'or      | Marta Domínguez          | Espanya      | 9:07.32 | WL / NR |
| Medalla de plata  | Yuliya Zarudneva         | Rússia       | 9:08.39 | PB      |
| Medalla de bronze | Milcah Chemos Cheywa     | Kenya        | 9:08.57 | PB      |
| 4                 | Gulnara Samitova-Galkina | Rússia       | 9:11.09 | SB      |
| 5                 | Jennifer Barringer       | Estats Units | 9:12.50 | AR      |
| 6                 | Habiba Ghribi            | Tunísia      | 9:12.52 | NR      |
| 7                 | Ruth Bosibori            | Kenya        | 9:13.16 | PB      |
| 8                 | Gladys Kipkemoi          | Kenya        | 9:14.62 | PB      |
| 9                 | Antje Möldner            | Alemanya     | 9:18.54 | NR      |
| 10                | Zemzem Ahmed             | Etiòpia      | 9:22.64 | SB      |
| 11                | Jéssica Augusto          | Portugal     | 9:25.25 | SB      |
| 12                | Katarzyna Kowalska       | Polònia      | 9:30.37 |         |
| 13                | Sofia Assefa             | Etiòpia      | 9:31.29 |         |
| 14                | Eva Arias                | Espanya      | 9:33.34 |         |
| 15                | Sophie Duarte            | França       | 9:33.85 |         |

AR Rècord del continent | CR Rècord del campionat | NR Rècord nacional | OR Rècord olímpic | PB/PR Millor marca personal/Rècord personal 
 SB Millor marca personal de la temporada | WL Millor marca mundial de l'any | WR Rècord del món

### Marques intermèdies
| Intermedi | Atleta                   | País   | Temps   |
| --------- | ------------------------ | ------ | ------- |
| 1000m     | Gulnara Galkina          | Rússia | 3:01.26 |
| 2000m     | Gladys Jerotich Kipkemoi | Kenya  | 6:06.45 |

### Sèries
Classificació: Els quatre primeres de cada sèrie (Q) més els tres temps més ràpids (q) passaven a la final.
| Pos. | Sèrie | Atleta                    | Nacionalitat | Temps    | Notes  |
| ---- | ----- | ------------------------- | ------------ | -------- | ------ |
| 1    | 1     | Gulnara Samitova-Galkina  | Rússia       | 9:17.67  | Q      |
| 2    | 1     | Antje Möldner             | Alemanya     | 9:21.73  | Q / NR |
| 3    | 1     | Sofia Assefa              | Etiòpia      | 9:22.63  | Q      |
| 4    | 1     | Milcah Chemos Cheywa      | Kenya        | 9:23.87  | Q      |
| 5    | 1     | Eva Arias                 | Espanya      | 9:25.14  | q / PB |
| 6    | 2     | Habiba Ghribi             | Tunísia      | 9:26.40  | Q      |
| 7    | 2     | Yuliya Zarudneva          | Rússia       | 9:26.64  | Q      |
| 8    | 1     | Jéssica Augusto           | Portugal     | 9:26.64  | q / SB |
| 9    | 2     | Jennifer Barringer        | Estats Units | 9:26.81  | Q      |
| 10   | 2     | Katarzyna Kowalska        | Polònia      | 9:26.93  | Q / PB |
| 11   | 2     | Ruth Bosibori             | Kenya        | 9:27.04  | q      |
| 12   | 2     | Sara Moreira              | Portugal     | 9:28.64  | PB     |
| 13   | 3     | Zemzem Ahmed              | Etiòpia      | 9:29.36  | Q / SB |
| 14   | 3     | Gladys Kipkemoi           | Kenya        | 9:29.36  | Q      |
| 15   | 2     | Korahubsh Itaa            | Etiòpia      | 9:33.67  |        |
| 16   | 3     | Sophie Duarte             | França       | 9:34.08  | Q      |
| 17   | 1     | Ancuţa Bobocel            | Romania      | 9:34.39  | SB     |
| 18   | 3     | Marta Domínguez           | Espanya      | 9:34.78  | Q      |
| 19   | 1     | Iríni Kokkinaríou         | Grècia       | 9:35.61  | SB     |
| 20   | 3     | Hanane Ouhaddou           | Marroc       | 9:35.78  |        |
| 21   | 3     | Oxana Juravel             | Moldàvia     | 9:36.63  | NR     |
| 22   | 1     | Yelena Sidorchenkova      | Rússia       | 9:37.16  |        |
| 23   | 2     | Ulrika Johansson          | Suècia       | 9:38.88  | PB     |
| 24   | 1     | Minori Hayakari           | Japó         | 9:39.28  | SB     |
| 25   | 2     | Helen Clitheroe           | Regne Unit   | 9:41.71  |        |
| 26   | 2     | Diana Martín              | Espanya      | 9:42.39  | PB     |
| 27   | 3     | Yekaterina Volkova        | Rússia       | 9:43.52  |        |
| 28   | 2     | Élodie Olivarès           | França       | 9:43.83  |        |
| 29   | 3     | Lívia Tóth                | Hongria      | 9:45.14  |        |
| 30   | 1     | Lindsey Anderson          | Estats Units | 9:46.03  |        |
| 31   | 3     | Sandra Eriksson           | Finlàndia    | 9:46.62  | PB     |
| 32   | 3     | Karoline Bjerkeli Grøvdal | Noruega      | 9:48.47  |        |
| 33   | 3     | Cristina Casandra         | Romania      | 9:49.88  |        |
| 34   | 3     | Bridget Franek            | Estats Units | 9:50.02  |        |
| 35   | 2     | Sabine Heitling           | Brasil       | 9:50.96  |        |
| 36   | 1     | Donna MacFarlane          | Austràlia    | 9:52.46  | SB     |
| 37   | 1     | Durka Mana                | Sudan        | 9:52.90  |        |
| 38   | 1     | Elena Romagnolo           | Itàlia       | 9:56.61  |        |
| 39   | 2     | Roisin McGettigan         | Irlanda      | 9:59.10  |        |
| 40   | 2     | Silje Fjørtoft            | Noruega      | 10:01.04 |        |
| 41   | 3     | Asli Cakir                | Turquia      | 10:06.64 |        |

AR Rècord del continent | CR Rècord del campionat | NR Rècord nacional | OR Rècord olímpic | PB/PR Millor marca personal/Rècord personal 
 SB Millor marca personal de la temporada | WL Millor marca mundial de l'any | WR Rècord del món